# Logan Darnell
Pour les articles homonymes, voir Darnell.
Logan Reece Darnell (né le 2 février 1989 à Nashville, Tennessee, États-Unis) est un lanceur gaucher qui a joué en Ligue majeure de baseball pour les Twins du Minnesota en 2014.

## Carrière
Joueur des Wildcats, de l'université du Kentucky, Logan Darnell est repêché en 6e ronde par les Twins du Minnesota en 2010. Lanceur partant dans les ligues mineures, Darnell fait ses débuts dans le baseball majeur comme lanceur de relève le 6 mai 2014, lorsqu'il lance 3 manches et affronte, sans accorder de point ni de coup sûr, le minimum de 9 frappeurs des Indians de Cleveland.